# Robert Conway
Robert Thomas "Rob" Conway, Jr. (* 28. November 1974 in Pittsburgh, Pennsylvania) ist ein professioneller US-amerikanischer Wrestler, der bekannt für seine Zeit in der WWE ist.

## Karriere

### Anfänge
Rob schloss 1990 die New Albany High School in Indiana ab und war bereits zu diesem Zeitpunkt ein guter Sportler. Seine Haupttätigkeit lag dabei im Bereich Basketball und so spielte er auch für das College Team des Graceland College. Nach dem College arbeitete er als Fitness-Trainer und verkaufte Sportartikel. 1997 sah er einige Wrestler in Jeffersonville, Indiana, live und beschloss, sich selbst darin zu versuchen. Er wurde von Danny Davis trainiert und begann seine Karriere bei Memphis Championship Wrestling.

### WWE
Später konnte er einen Vertrag mit der ehemaligen WWF (heutige WWE) abschließen und wurde zunächst in deren ehemalige Entwicklungsliga Ohio Valley Wrestling geschickt. In beiden Ligen war er in einem Team mit Nick Dinsmore, welches die Namen Limited Edition (MCW), die Borkcin Brothers oder Lords of the Ring (OVW) trug. Bei der OVW waren er und Dinsmore auch Mitglieder von Bolin's Services zusammen mit The Prototype, Bull Buchanan und Mark Henry.
Als Lords of the Ring gewannen Conway und Dinsmore 10-mal den OVW Tag Team Titel sowie einmal den MCW North American Tag Team Titel. Am 28. April 1999 besiegte Conway seinen eigenen Partner, um den OVW Heavyweight Championship zu gewinnen. Er verlor den Titel wenig später wieder an Dinsmore und bis zum September 2000 folgten zwei weitere Titelgewinne.
Am 20. Mai 2000 gab er sein TV-Debüt für die WWE. Im Laufe der nächsten drei Jahre erschien Conway in Probekämpfen in den B-Shows Velocity und Heat, wo er gegen Wrestler wie A-Train, Randy Orton und The Hurricane als Jobber arbeitete.
Am 18. August 2003 gab er sein Debüt bei der Hauptshow Raw. Dort wurde er Mitglied des Teams La Résistance mit (Sylvain Grenier und René Duprée). Das Trio fehdete unter anderem mit den Dudley Boyz, The Hurricane und Rosey, sowie Garrison Cade und Mark Jindrak. Im Oktober 2003 erlitt Conway eine Verletzung, die ihn zu einer Pause bis zum 15. März 2004 zwang.
Nachdem Dupree zu SmackDown gewechselt war, machten Conway und Grenier als Tag Team weiter. Sie gewannen die World Tag Team Championship dreimal. Ihre erste Titel-Regentschaft begann, als sie Chris Benoit und Edge am 31. Mai 2004 besiegten. Nachdem sie die Titel auch an ebendiese wieder verloren hatten, gewannen sie die Titel am 1. November 2004 zum zweiten Mal. Diesmal verloren sie die Titel bereits nach zwei Wochen wieder an William Regal und Eugene. Das dritte und letzte Mal bekamen sie die Titel am 16. Januar 2005, nachdem sie William Regal und Jonathan Coachman (Ersatz für den verletzen Eugene) besiegt hatten. Am 7. Februar verlor La Résistance den Titel endgültig an Regal und dessen neuen Partner Yoshihiro Tajiri.
Conway und Grenier bestritten eine Reihe weiterer Titelkämpfe, gewannen diesen jedoch nicht mehr. Darauf trennte man das Team vorläufig. Ab 2005 hatte Conway Fehdenprogramme mit Eugene und Jim Duggan. Er durfte auch Ric Flair um den Intercontinental Titel herausfordern, erhielt den Titel jedoch nicht.
Am 15. November 2005 schickte man ihn zurück zu Ohio Valley Wrestling. Dort gab es eine Wiedervereinigung der La Résistance zusammen mit Sylvian Grenier. Sie gewannen in der folgenden Zeit die OVW Southern Tag Team Titles. Am 1. Januar 2007 holte man Conway zurück zu Raw. Nach einem 21-Sekunden-Kampf gegen Jeff Hardy, den er verlieren musste, gab Vince McMahon öffentlich Conways Entlassung bekannt.

## Wrestling Fakten
Frühere Manager
- Kenny Bolin
- Nikita Fink
- Jackie Gayda
- Linda Miles
- Sherri Martel
- Victoria

## Championtitel und Auszeichnungen
- World Wrestling Entertainment

- 3× World Tag Team Champion (mit Sylvain Grenier)

- Ohio Valley Wrestling

- 4× OVW Heavyweight Champion
- 10× OVW Southern Tag Team Champion (mit Nick Dinsmore)

- Music City Wrestling

- 1× MCW North American Tag Team Champion (mit Nick Dinsmore)

- National Wrestling Alliance
- 2× NWA World Heavyweight Championship